# Département de Managua
Le département de Managua (en espagnol : Departamento de Managua) est un des 15 départements du Nicaragua; sa capitale est Managua.

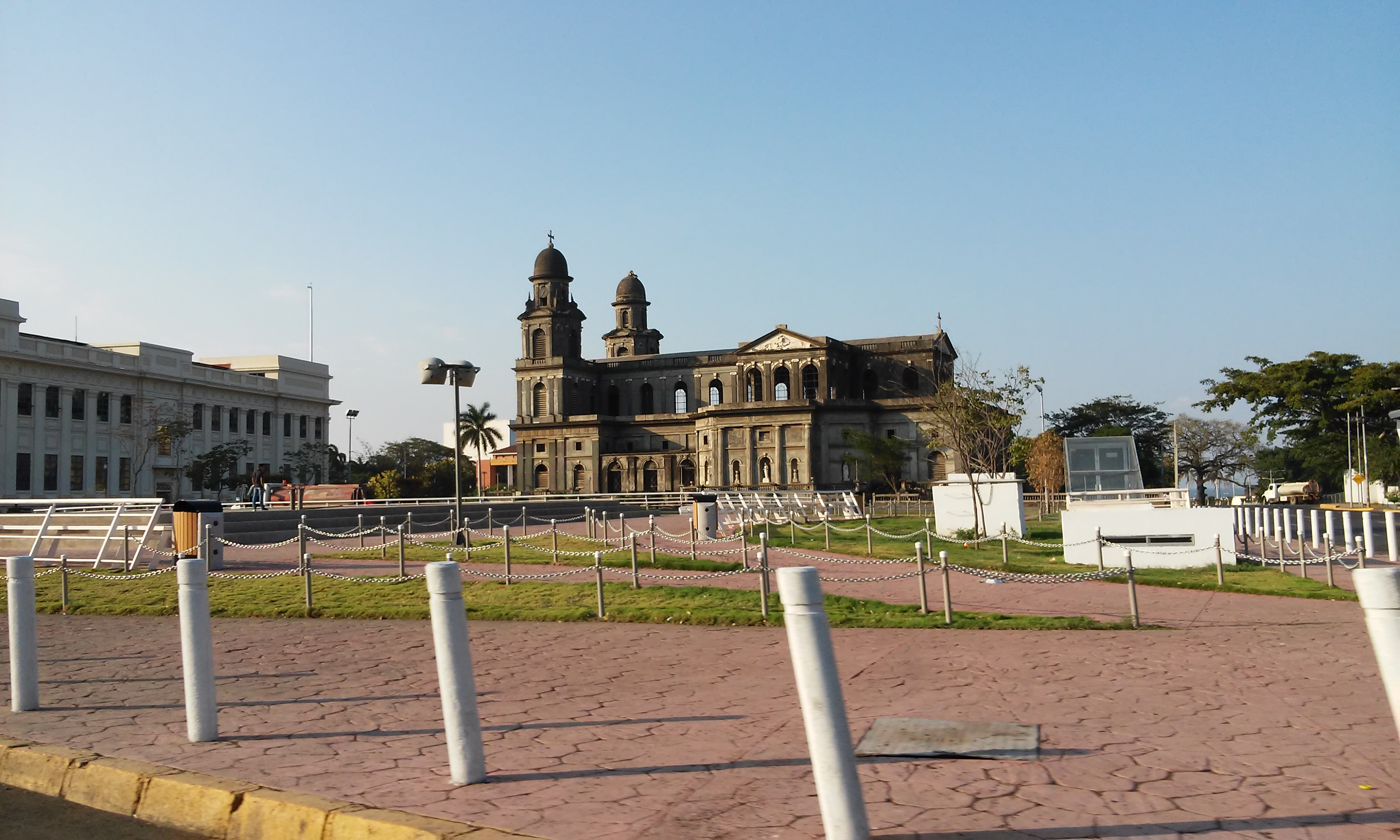

En 2019, il comptait plus de 1,5 million d'habitants, ce qui en fait le département le plus peuplé du pays.

## Géographie
Le département dispose d'une façade maritime, au sud-ouest, sur l'océan Pacifique et englobe la plus grande partie de la surface du lac de Managua.
Il est en outre limitrophe :
- au nord-ouest, du département de León ;
- au nord, du département de Matagalpa ;
- au nord-est, du département de Boaco ;
- à l'est, des départements de Granada et de Masaya.
- au sud, du département de Carazo.

## Municipalités
Le département est subdivisé en 9 municipalités :
- Ciudad Sandino
- El Crucero
- Managua
- Mateare
- San Francisco Libre
- San Rafael del Sur
- Ticuantepe
- Tipitapa
- Villa Carlos Fonseca